# Raval del Clot
El Raval del Clot és una caseria del municipi de Castellbell i el Vilar, a la comarca catalana del Bages. És situat a l'extrem nord-oriental del terme, al límit amb Sant Vicenç de Castellet, població des d'on s'hi accedeix per un camí i de la qual dista un parell de quilòmetres. El raval es troba al peu del Puigsoler, al vessant meridional de la serra de Vallhonesta.
El 2006, al Raval del Clot hi havia 13 habitants censats.